# أندرونيقوس دوكاس (قسيم الملك)
أندرونيقوس دوكاس ((باليونانية: Ἀνδρόνικος Δούκας)‏)،  كان الابن الثالث للإمبراطور البيزنطي قسطنطين العاشر دوكاس (حكم 1059-1067) والأخ الأصغر للإمبراطور البيزنطي ميخائيل السابع دوكاس (حكم 1071-1078). وعلى عكس إخوته الآخرين، لم يسمى ه والده قسيماً في الملك، ولكن أُعيد إلى الواجهة فقط من قبل رومانوس الرابع ديوجينيس (حكم من 1068 إلى 1071). هو غير مهم نسبياً، ولم يشارك في شؤون الدولة على أي درجة.